# Masdevallia menatoi
Masdevallia menatoi är en orkidéart som beskrevs av Carlyle August Luer och Roberto Vásquez. Masdevallia menatoi ingår i släktet Masdevallia och familjen orkidéer.
Artens utbredningsområde är Bolivia. Inga underarter finns listade i Catalogue of Life.